# Liste des basiliques du Trentin-Haut-Adige
Cette liste recense les basiliques du Trentin-Haut-Adige, Italie.

## Liste
- Bressanone
  - Cathédrale de Bressanone
  - Basilique Saint-Pierre